# Waikoloa Village
Waikoloa Village és una concentració de població designada pel cens dels Estats Units a l'estat de Hawaii. Segons el cens del 2000 tenia 4.806 habitants.

## Demografia
Segons el cens del 2000, Waikoloa Village tenia 4.806 habitants, 1.750 habitatges, i 1.225 famílies La densitat de població era de 96,95 habitants per km².
Dels 1.750 habitatges en un 41,2% hi vivien nens de menys de 18 anys, en un 51,5% hi vivien parelles casades, en un 13,0% dones solteres, i en un 30,0% no eren unitats familiars. En el 19,7% dels habitatges hi vivien persones soles el 3,6% de les quals corresponia a persones de 65 anys o més que vivien soles. El nombre mitjà de persones vivint en cada habitatge era de 2,74 i el nombre mitjà de persones que vivien en cada família era de 3,15.
Per edats la població es repartia de la següent manera: un 29,9% tenia menys de 18 anys, un 6,0% entre 18 i 24, un 34,3% entre 25 i 44, un 23,1% de 45 a 64 i un 6,7% 65 anys o més.
L'edat mediana era de 34,6 anys. Per cada 100 dones hi havia 104,34 homes. Per cada 100 dones de 18 o més anys hi havia 101,01 homes.
La renda mediana per habitatge era de 50.040 $ i la renda mediana per família de 55.222 $. Els homes tenien una renda mediana de 36.134 $ mentre que les dones 30.881 $. La renda per capita de la població era de 21.328 $. Aproximadament el 8,6% de les famílies i el 10,4% de la població estaven per davall del llindar de pobresa.

## Poblacions properes
El següent diagrama mostra les poblacions més properes.